# 有緣蔡伯介
有緣蔡伯介（学名：Triebelina lata）为土菱介科蔡伯介屬下的一个种。